# Алија Иса
Алија Иса (Атина, 4. јануар 2001) је параолимпијска спортисткиња. Такмичи се у дисциплини бацања палице. На међународним такмичењима наступа као део Избегличког параолимпијског тима (енгл. Refugee Paralympic Team). Била је прва жена паратлонац која је представљала избеглице на Параолимпијским играма.

## Приватни живот
Исин отац Мохамент 1996. године напустио је своје родно место Алеп, Сирија и одлучио да оде у Грчку како би обезбедио бољи живот за себе и своју породицу. Четири године касније, придружили су му се Исина мајка Фатима Наџар и четверо Исиних старијих браћe и сестара. Иса је рођена 2001. године у Атини. Када је почео грађански рат у Сирији, Иса и њена породица добили су статус избеглица и азил у Грчкој.
Када је имала четири године оболела је од малих богиња и провела више од месец дана у болници. Висика температура коју је имала, изазвала је трајно оштећење мозга. Након овога, остаје везана за инвалидска колица.
У основној школи, била је жртва вршњачког насиља, због свог инвалидитета.
Са 16 година изгубила је оца, што је инспирисало да се окрене спорту.

## Спортска каријера
Спортом је почела да се бави од средње школе. Првобитно је покушала да тренира боћање, са малим успехом. На наговор тренерa, одлучила је да се опроба у бацању палице.
Такмичи се у категорији Ф32, која је намењена за спортисте са веома израженим потешкоћама приликом покретања и координисања трупа и ногу, уз слабије изражене проблеме са покретљивошћу руку и шака.
Прво велико међунардоно такмичење на коме је учествовала су Параолимпијске игре одржане у Токију 2021. године. Наступила је као део Избегличког параолимпијског тима. Иса и пливач Абас Карими изабрани су да приликом манифестације отварања игара понесу заставу за свој тим.
| Значајни резултати | Значајни резултати                     | Значајни резултати | Значајни резултати | Значајни резултати |
| Датум такмичења    | Назив                                  | Место              | Даљина (метри)     | Пласман            |
| ------------------ | -------------------------------------- | ------------------ | ------------------ | ------------------ |
| 3. јун 2021.       | Европско параолимпијско првенство 2021 | Бидгошч, Пољска    | 15.12              | 4                  |
| 27. август 2021.   | Параолимпијске игре 2020               | Токио, Јапан       | 16.33              | 8                  |